# Wafa Mustafa
Wafa Mustafa (àrab: وفا مصطفى)  (Masyaf, 4 d'agost de 1990) és una periodista i activista siriana que fa campanya per l'alliberament dels detinguts sirians. Com a activista i antiga membre de Families for Freedom, Mustafà ha pressionat àmpliament al Consell de Seguretat de les Nacions Unides perquè demani l'alliberament dels noms i ubicacions de tots aquells que les autoritats sirianes tenen en captivitat. Demana que tots els detinguts a Síria siguin alliberats, tant si estan retinguts pel règim d'Àssad com per grups de l'oposició, tot i que també dona suport a les manifestacions públiques que van començar el 2011 contra el govern de Baixar al-Àssad.
Mustafa també fa campanya pel reconeixement internacional dels refugiats sirians i contra les relacions internacionals normalitzades amb el règim d'Àssad.

## Joventut
Mustafa va néixer a Masyaf i és la gran de tres filles. La família de Mustafa era políticament activa i liberal, i el seu pare va portar Wafa a manifestacions a Damasc en suport de Palestina a partir dels 10 anys d'edat. Mustafa va protestar davant de l'ambaixada de Líbia a l'inici de la Primera Guerra Civil Líbia, i quan les autoritats sirianes van atacar els manifestants i va començar la guerra civil siriana, es va involucrar en protestes.

## Vida personal
El juliol de 2013, Mustafa va ser diagnosticada amb ansietat i depressió cròniques. Aquell any, després de la mort d'un amic íntim, es va mantenir a casa seva durant tres mesos i gairebé no va sortir de la seva habitació, excepte per anar al bany, la qual cosa va provocar una pèrdua de pes greu. Va ser el seu pare qui finalment la va convèncer de buscar tractament mèdic.
Mustafà, la seva mare i la seva germana van fugir de Síria la setmana després que el seu pare Ali fos arrestat el juliol de 2013, per por que elles també fossin arrestades. Van viure a Turquia durant 3 anys, enfrontant-se a la pobresa, ja que només havien agafat el passaport. Wafa ara viu a Berlín i es va graduar al Bard College de Berlín el 2020 amb una llicenciatura en humanitats i arts.
Mustafà encara considera Síria la seva llar i té previst tornar si cau el règim d'Àssad.

## Activisme

### Desaparició d'Ali Mustafa
Mustafa cita com a motivació del seu activisme la desaparició del seu pare, Ali Mustafa, un activista dels drets humans, que va ser vist per última vegada el 2 de juliol de 2013. Aquell dia, Wafa relata testimonis que van dir que un grup d'homes van atacar la casa de la seva família, on feia dos mesos que vivia des de la mort d'un amic íntim en un atac amb coets.
Ali havia estat assetjat ja el 2011 per part de la Seguretat de l'Estat, i havia estat arrestat diverses vegades abans i després de la revolució, inclosa una vegada amb el seu col·lega Hussam al-Dhafri per homes armats vestits de civil a l'inici de les protestes contra el règim el març de 2011. Hussam va morir a causa de la tortura en un dels centres de detenció del règim.

### El seu arrest
El setembre de 2011, Mustafa va ser arrestada i retinguda a Damasc, on denuncia haver estat colpejada i que va fer una vaga de fam. Aleshores havia estat estudiant de periodisme i mitjans de comunicació, però després de la seva detenció, el seu nom va ser inclòs en una llista negra pública i, per tant, es va veure obligada a deixar la seva formació. Després d'arribar a Alemanya el 2016. Mustafa va continuar els seus estudis al Bard College de Berlín on es va graduar en el programa HAST.

### Treball com activista
Actualment, Wafa Mustafa treballa per obtenir qualsevol informació sobre el seu pare i altres refugiats detinguts. Es va unir a Families per la Llibertat (en àrab, عائلات من أجل الحرية) el 2018 fins a l'any 2021.
El 30 de maig de 2020, Mustafa va protestar pacíficament davant del jutjat de Coblença (Alemanya), lloc del judici Al Khatib. Anwar Raslan, anteriorment un alt oficial d'intel·ligència militar siriana, i el seu presumpte còmplice Eyad Al-Gharib van ser jutjats a Alemanya sota el principi legal de jurisdicció universal per crims contra la humanitat (Völkerstrafgesetzbuch). Van ser acusats de supervisar 58 assassinats i la tortura de 4.000 persones més al centre de detenció de Damasc. Es va envoltar de 61 fotografies de detinguts, inclosa una fotografia del seu pare. El judici va ser obert pel fiscal federal alemany contra dos antics membres de l'aparell de seguretat del president Baixar al-Àssad.
El 23 de juliol de 2020, Mustafa va informar al Consell de Seguretat de l'ONU sobre la desaparició forçada i la detenció a Síria.